# Fink-effektus
A Fink effektus, másképpen diffúziós anoxia, diffúziós hypoxia vagy a harmadik gáz hatás, egy olyan tényező, amely befolyásolja az oxigén parciális nyomását (Po2) a léghólyagokban. Amikor az ember oldódó gázokat lélegzik be (pl.: dinitrogén-oxid, N2O) a testfolyadék gyorsan, nagy mennyiséget képes feloldani. Ez azt eredményezheti, hogy a léghólyagokban átmenetileg megnövekszik az oxigén és szén-dioxid koncentrációja, ezzel együtt saját parciális nyomásuk is.
A hatást Bernard Raymond Finkről (1914-2000) nevezték el, aki 1955-ben elsőként írta le, és magyarázta meg. Amikor a beteget N2O érzéstelenítésből térítik vissza, nagy mennyiségű gáz lép ki a vérből a léghólyagokba; így egy rövid ideig az ott lévő O2 és CO2 felhígul ezzel a gázzal. Ez az oxigén parciális nyomásának csökkenéséhez és ideiglenesen hypoxiához vezethet. A CO2 parciális nyomásának csökkenése fokozza ezt a hatást, mivel elnyomja a ventilációt, potenciálisan hypoxaemiát okozva. Mindazonáltal, ez a hatás csak egy pár percig tart, és a hypoxia könnyen elkerülhető a töredék oxigén koncentráció növelésével (fractional inspired oxygen concentration).

## Fordítás
- Ez a szócikk részben vagy egészben  a   Fink effect című angol Wikipédia-szócikk fordításán alapul.  Az eredeti cikk szerkesztőit annak laptörténete sorolja fel. Ez a jelzés csupán a megfogalmazás eredetét és a szerzői jogokat jelzi, nem szolgál a cikkben szereplő információk forrásmegjelöléseként.